# Discografie van Social Distortion
| Discografie van Social Distortion | Discografie van Social Distortion |
| --------------------------------- | --------------------------------- |
| Studioalbums                      | 7                                 |
| Livealbums                        | 1                                 |
| Verzamelalbums                    | 2                                 |
| Videoalbums                       | 1                                 |
| Ep's                              | 3                                 |
| Singles                           | 20                                |
| Videoclips                        | 9                                 |

De discografie van Social Distortion, een Amerikaanse punkband opgericht in 1978 door frontman Mike Ness, omvat zeven studioalbums, een livealbum, twee verzamelalbums, een videoalbum, drie ep's en 20 singles. Ook heeft Social Distortion een reeks videoclips uitgebracht. De band heeft hoofdzakelijk albums laten uitgeven door de platenlabels Epic Records, Time Bomb Records en Epitaph Records.

## Studioalbums
| Jaar | Titel                                | Formaat    | Label              |
| ---- | ------------------------------------ | ---------- | ------------------ |
| 1983 | Mommy's Little Monster               | cd, cs, lp | 13th Floor Records |
| 1988 | Prison Bound                         | cd, cs, lp | Restless Records   |
| 1990 | Social Distortion                    | cd, cs, lp | Epic Records       |
| 1992 | Somewhere Between Heaven and Hell    | cd, cs, lp | Epic Records       |
| 1996 | White Light, White Heat, White Trash | cd, cs, lp | Epic Records       |
| 2004 | Sex, Love and Rock 'n' Roll          | cd lp      | Time Bomb Records  |
| 2011 | Hard Times and Nursery Rhymes        | cd lp      | Epitaph Records    |

### Hitlijsten
| Studioalbum met hitnotering(en) in de Nederlandse Album Top 100 | Datum van verschijnen | Datum van binnenkomst | Hoogste positie | Aantal weken |
| --------------------------------------------------------------- | --------------------- | --------------------- | --------------- | ------------ |
| Hard Times and Nursery Rhymes                                   | 14-01-2011            | 22-01-2011            | 95              | 1            |

| Studioalbum met hitnotering(en) in de Vlaamse Ultratop 200 Albums | Datum van verschijnen | Datum van binnenkomst | Hoogste positie | Aantal weken |
| ----------------------------------------------------------------- | --------------------- | --------------------- | --------------- | ------------ |
| Hard Times and Nursery Rhymes                                     | 14-01-2011            | 29-01-2011            | 89              | 1            |

## Livealbums
| Jaar | Titel            | Formaat    | Label             |
| ---- | ---------------- | ---------- | ----------------- |
| 1998 | Live at the Roxy | cd, cs, lp | Time Bomb Records |

## Verzamelalbums
| Jaar | Titel                             | Formaat | Label             |
| ---- | --------------------------------- | ------- | ----------------- |
| 1995 | Mainliner: Wreckage from the Past | cd, lp  | Time Bomb Records |
| 2007 | Greatest Hits                     | cd, lp  | Time Bomb Records |

## Videoalbums
| Jaar | Titel                 | Formaat | Label             |
| ---- | --------------------- | ------- | ----------------- |
| 2004 | Live in Orange County | VHS     | Time Bomb Records |

## Ep's
| Jaar | Titel                                 | Formaat     | Label             |
| ---- | ------------------------------------- | ----------- | ----------------- |
| 1990 | Story of My Life... And Other Stories | 12-inch, cd | Epic Records      |
| 2013 | Machine Gun Melodies                  | 7-inch      | TMR               |
| 2019 | Poshboy's Little Monsters             | 12-inch     | Radiation Records |

## Singles
| Jaar | Titel                         | Album                                |
| ---- | ----------------------------- | ------------------------------------ |
| 1981 | "Mainliner"/"Playpen"         | (geen)                               |
| 1982 | "1945"                        | (geen)                               |
| 1983 | "Another State of Mind"       | Mommy's Little Monster               |
| 1990 | "Let It Be Me"                | Social Distortion                    |
| 1990 | "Ball and Chain"              | Social Distortion                    |
| 1990 | "Ring of Fire"                | Social Distortion                    |
| 1990 | "Story of My Life"            | Social Distortion                    |
| 1992 | "Bad Luck"                    | Somewhere Between Heaven and Hell    |
| 1992 | "Born to Lose"                | Somewhere Between Heaven and Hell    |
| 1992 | "Cold Feelings"               | Somewhere Between Heaven and Hell    |
| 1996 | "I Was Wrong"                 | White Light, White Heat, White Trash |
| 1996 | "When the Angels Sing"        | White Light, White Heat, White Trash |
| 1996 | "Don't Drag Me Down"          | White Light, White Heat, White Trash |
| 1998 | "Story of My Life"            | Live at the Roxy                     |
| 2004 | "Highway 101"                 | Sex, Love and Rock 'n' Roll          |
| 2004 | "Reach for the Sky"           | Sex, Love and Rock 'n' Roll          |
| 2005 | "Death or Glory"              | Lords of Dogtown (soundtrack)        |
| 2007 | "Far Behind"                  | Greatest Hits                        |
| 2010 | "Machine Gun Blues"           | Hard Times and Nursery Rhymes        |
| 2010 | "Gimme the Sweet and Lowdown" | Hard Times and Nursery Rhymes        |

### Videoclips
| Jaar | Nummer                        | Regisseur(s)                   |
| ---- | ----------------------------- | ------------------------------ |
| 1990 | "Ball and Chain"              | Tony Vanden Ende               |
| 1990 | "Story of My Life"            | Tony Vanden Ende               |
| 1992 | "Bad Luck"                    | Jonathan Dayton, Valerie Faris |
| 1992 | "Cold Feelings"               | R. Ramirez                     |
| 1993 | "When She Begins"             | Jim Guerinot                   |
| 1996 | "I Was Wrong"                 | Ken Fox                        |
| 1997 | "When the Angels Sing"        | Nigel Dick                     |
| 2011 | "Machine Gun Blues"           | Jeremy Alter                   |
| 2012 | "Gimme the Sweet and Lowdown" | The Mad Twins                  |